# Kruso (Film)
Kruso ist ein 2018 erschienenes Filmdrama von Thomas Stuber nach dem gleichnamigen Roman von Lutz Seiler.

## Handlung
Der Student Edgar Bergler aus Halle (Saale), genannt „Ed“, setzt im Sommer 1989 nach Hiddensee über mit dem Vorsatz, die DDR schwimmend nach Dänemark zu verlassen. Dazu versteckt er sich abends im Gebüsch der Dünen und entkleidet sich, wird dann jedoch von einem anderen Mann überrascht und zu Boden geworfen. Gemeinsam warten sie das Vorbeiziehen der Suchtrupps ab, dann raunt der Fremde Ed zu, er solle sich im „Klausner“ bei Krombach melden und sagen, Kruso habe ihn geschickt.
„Zum Klausner“ ist Ferienheim und Ausflugsgaststätte, deren Belegschaft unter der Leitung Werner Krombachs aus „Schiffbrüchigen“ besteht, gesellschaftlich entwurzelten Menschen unterschiedlichsten Charakters. Krombach versteht die Gemeinschaft als „Arche“ und sieht sich als den Kapitän dieses Schiffes. Nach einigen skurrilen Proben und Ritualen wird Ed in die Mannschaft aufgenommen. Zunächst glaubt er, man werde ihm bei der Republikflucht helfen, doch wie sich herausstellt, bietet man ihm stattdessen eine Alternative an.
Der charismatische Kruso, eigentlich Alexej Krusowitsch, wird von Krombach als Herz und Initiator der Gemeinschaft bezeichnet. Er hält Fluchtversuche von Hiddensee für sinnlos, nachdem vor vielen Jahren seine Schwester Sonja dabei ums Leben kam, was ihn schwer traumatisiert hat. Kruso hat die Insel nie verlassen und kennt die Grenzsicherungsmaßnahmen sehr genau – so erklärt er Ed eines Abends, dass er den Patrouillen genau in die Arme geschwommen wäre. Um das möglichst vielen Republikflüchtigen zu ersparen, baut Kruso aus ihnen im „Klausner“ ein Kollektiv auf, eine durch Zusammenarbeit und Freundschaft verbundene Gemeinschaft unterschiedlicher, aber gleichgesinnter Menschen, eine Zelle persönlicher Freiheit mitten in der Unfreiheit des DDR-Systems, basierend auf Krusos Idee, Freiheit finde man stets nur in sich selbst und keinesfalls an einem bestimmten Ort. Den Schiffbrüchigen, die sich auf Hiddensee sammeln, bietet man drei Tage lang Gastrecht, bevor sie die Insel wieder verlassen müssen. Versteckte Schlafplätze wurden dafür überall auf der Insel eingerichtet, in der DDR verbotene Westliteratur wird verteilt. Auch die Mannschaft nimmt Schiffbrüchige mit in ihre Zimmer, wobei es häufig auch zu sexuellen Abenteuern kommt.
Das Radio in der Küche des „Klausner“ spielt durchgehend den Deutschlandfunk, wo über den schrittweisen Zusammenbruch der DDR berichtet wird. Diese Meldungen werden zwar zur Kenntnis genommen, doch ihre Bedeutung wird im „Klausner“ erst dann klar, als einige die Mannschaft verlassen, um über Ungarn in den Westen zu gehen. Kruso empfindet das als Verrat und menschliche Enttäuschung. Der Gaststättenbetrieb gerät in Personalnot. Wie sich dabei herausstellt, ist die politische Führung der Insel über den „Klausner“ informiert, duldet die Sache aber.
Als Krombach seine offizielle Anstellung (die mit seiner Arbeit im „Klausner“ nichts zu tun hat) verliert und untertauchen muss, um einem Prozess zu entgehen, bleiben von der Gemeinschaft nur noch Ed und Kruso. Die Sommerferien sind vorbei, es kommen keine Gäste mehr, und den Schiffbrüchigen stehen nun leichte Fluchtwege offen. Doch Kruso fühlt sich aus Verbundenheit zu seiner Schwester gezwungen, die jetzt sinnlose Arbeit auf Hiddensee fortzuführen, und kündigt an Sonjas Geburtstag schließlich an, ihr nachzufolgen. Ohne Grund sieht er nun auch in Ed einen Verräter und greift ihn tätlich an. Dabei wird Kruso schwer verletzt und von Ed liebevoll gepflegt. Da auch die Ärztin die Insel verlassen hat und ihre Praxis geplündert wurde, kann Ed sich nur noch an den verhassten zuständigen Stasi-Mann um Hilfe wenden, der Krusos Vater benachrichtigt, einen General der Roten Armee. Dieser lässt Kruso abholen.
Ed als letzter Verbliebener der Mannschaft schließt den „Klausner“ endgültig ab und geht am Strand entlang, während die Radiomeldung über die allgemeine Grenzöffnung zu hören ist.